# Mark Taubert
El profesor Mark Taubert FRCP es médico alemán-británico y profesor de medicina en la Universidad de Cardiff. Es un médico de cuidados paliativos en Gales, director clínico y consultor en medicina paliativa del Velindre NHS Trust, un centro hospitalario en Cardiff, Reino Unido, especializado en tratamientos de cáncer. Según el Western Mail y el sitio web del gobierno de Gales Taubert ha contribuido al desarrollo de su especialidad y ha recibido reconocimiento como médico y activista a nivel nacional e internacional.
Le escribió al fallecido David Bowie en 2016, sobre una conversación que tuvo con un paciente moribundo. Esta carta se compartió ampliamente en todo el mundo. Bowie, la leyenda musical, falleció dos días después de su cumpleanos número 69, habiendo guardado su enfermedad en estricto secreto. Su álbum final, “Blackstar”, fue recibido como un “regalo de despedida” por sus seguidores y contiene simbolismo relacionado con la mortalidad. Además, quiso que sus cenizas fueran esparcidas en Bali, de acuerdo con los rituales budistas David Bowie en 2016 sobre una conversación que mantuvo con un paciente moribundo, una carta que se compartió en todo el mundo. El hijo del cantante, Duncan Jones,  publica en Twitter la carta de Taubert que agradece al cantante "el profundo efecto" que su muerte ha tenido entre la gente que trabaja en cuidados paliativos.

## Altres treballs destacats
Ha escrito artículos sobre temas médicos y cuidados paliativos en periódicos internacionales como The Guardian y el Washington Post. Taubert fundó Talk CPR, una campaña de información internacional que analiza decisiones de no intentar reanimación cardiopulmonar. Taubert es fundador de 'TalkCPR', una campaña internacional de información sobre reanimación cardiopulmonar y decisiones de no intentar reanimación cardiopulmonar. Es presidente nacional del Grupo de Estrategia de Atención Avanzada y Futura del NHS de Gales .Sus recursos explicativos de Talk CPR y directiva del pacient han sido vistos más de un millón de veces en todo el mundo y ha sido entrevistado y hablado sobre el tema en BBC News at Six y BBC News at 10.